# Rio Jacaré-Pepira
O rio Jacaré Pepira é um rio brasileiro do estado de São Paulo.

## Onde nasce até onde deságua
Pertencente à bacia do rio Tietê, o rio Jacaré Pepira nasce na divisa dos municípios de Brotas e São Pedro na Serra de Itaqueri a uma altitude de 960 metros sobre o nível do mar. Desemboca no rio Tietê no município de Ibitinga e Itaju. Tem aproximadamente 174 quilômetros de extensão.

## Vida selvagem
Mas nas margens do rio Jacaré Pepira o espetáculo não fica apenas a cargo das águas em abundância. Você poderá observar diversos animais, como macacos, quatis, tucanos, mergulhão, etc. Além de aproximadamente 34 espécies de peixes (entre elas o Mandi, Turvina, Bagre, Lambari, Piava, Capingueiro, Pacu, Tabarana, Curvina, Dourado, Piapara, Black-bass, Tilápia e Cascudo) e 90 espécies de aves.

## Esportes
É muito utilizado para a prática de esportes náuticos e de esporte de aventura, sendo fator de desenvolvimento regional por seu enorme potencial turístico. O rio é considerado um dos poucos do estado livres de poluição. A recuperação e preservação das matas ciliares faz com que seja uma reserva da biodiversidade.

## Saúde do rio
De acordo com os estudos realizados pelo Projeto Piloto do Consórcio do Rio Jacaré, a classificação das águas do Rio Jacaré Pepira é classe II, o que significa que suas águas são propícias para banho, irrigação, navegação e para consumo animal, evitando consumo humano.oi

## Informações sobre o rio Jacaré-Pepira
Com nome originado do Tupi-guarani, “yacaré“, que significa “aquele que olha de lado, aquele que é torto”, em junção com a palavra “pepira”, temos ”Ya-caré Pepira”, ou seja: “O jacaré esfolado ou descascado”. O que é coerente com a realidade do rio, que é inegavelmente torto, com presença de muitas pedras, dando origem ao “esfolado” ou “descascado”.